# سید محمدرضا موالی‌زاده
سید محمدرضا موالی‌زاده (زاده ۱۳۳۹ در خرمشهر) سیاستمدار ایرانی است که از مهر ۱۴۰۳ به‌عنوان استاندار خوزستان فعالیت می‌کند. موالی‌زاده در دوره‌های چهارم و پنجم مجلس شورای اسلامی به‌عنوان نماینده حوزه انتخابیه اهواز در مجلس حضور داشت.

## سفیر ایران در الجزایر
پس از ۷ سال قطع روابط دیپلماتیک ایران و الجزایر، سرانجام سال ۱۳۷۹ در پی دیدار سید محمد خاتمی و عبدالعزیز بوتفلیقه رؤسای جمهور دو کشور در حاشیه اجلاس هزاره سران در سازمان ملل متحد، تهران و الجزیره تصمیم به تبادل سفیر گرفتند و به پیشنهاد سید کمال خرازی وزیر امور خارجه وقت و تصویب سید محمد خاتمی، موالی‌زاده به سمت سفیر جمهوری اسلامی ایران در الجزایر منصوب شد.

## سوابق
- از ۲۹ مهر ۱۴۰۳ تاکنون: استاندار خوزستان
- از ۲۰ تیر ۱۳۹۶ تا ۳۰ شهریور ۱۴۰۰ با تأیید شورای عالی انقلاب فرهنگی: دبیر شورای فرهنگ عمومی
- از مهر ۱۳۸۷ تا ۱۳۹۲: معاون امور مجلس، حقوقی و بین‌الملل وزارت کار و امور اجتماعی[۴]
- از سال ۱۳۸۴ تا اسفند ۱۳۸۵: مدیر کل سیاسی وزارت کشور[۵]
- از ۱۶ آبان سال ۱۳۷۹ برابر با ۶ نوامبر ۲۰۰۰ تا ۱۳۸۴: سفیر جمهوری اسلامی ایران در الجزایر
- از سال ۱۳۷۷ تا ۱۳۷۸: منشی هیئت رئیسه دائم مجلس شورای اسلامی (سال سوم از دوره پنجم)[۶]
- از سال ۱۳۷۱ تا ۱۳۷۹: نماینده حوزه انتخابیه اهواز در دوره‌های چهارم و پنجم مجلس شورای اسلامی[۴]